# Vita da cavie
Vita da cavie (ハツカネズミの時間?, Hatsukanezumi no jikan) è un manga seinen scritto e disegnato da Kei Toume, pubblicato in Giappone nel 2005 dalla casa editrice Kōdansha e arrivato in Italia nel 2007 pubblicato in quattro volumi dalla casa editrice Star Comics.

## Trama
Vita da Cavie racconta la storia di cinque ragazzi che studiano in un istituto esclusivo, ma che scoprono poi essere in realtà un enorme laboratorio dove gli studenti fungono da cavie per la sperimentazione di medicine di una nota casa farmaceutica.

## Personaggi principali
Maki Takano (たかの まき?, Takano Maki)
Uno dei cinque ragazzi che scoprono la verità sulla scuola che frequentano. È timido, ma, insieme a Kiriko, è quello che più desidera una vita normale fuori dall'istituto.
Kiriko Hinatsu (ひなつ きりこ?, Hinatsu Kiriko)
Una ragazza decisa e sicura di sé. A cinque anni era riuscita a scappare dall'istituto, ma vi è riportata dodici anni dopo. È la più determinata a fuggire di nuovo.
Mei Sonokura (そのくら めい?, Sonokura Mei)
I medicinali l'hanno resa cagionevole di salute, e anche psicologicamente non sembra essere molto forte. Anche se si unisce al gruppo per organizzare la fuga, in realtà non vorrebbe andarsene dalla scuola perché il mondo esterno le fa paura.
Ryo Arayama (あらやま りょう?, Arayama Ryō)
Su di lui le medicine hanno avuto l'effetto di renderlo sensitivo. Lui non desidera né scappare, né rimanere nell'istituto, ma solo stare insieme a Mei.
Natsume Muroki (むろき なつめ?, Muroki Natsume)
Il più curioso del gruppo. È il primo a tentare la fuga, anche se in realtà non voleva davvero andarsene: era solo curioso di sapere cosa ci fosse fuori dall'istituto. Gli piace scrivere romanzi.

## Volumi
| 1 | 25 maggio 2005 | ISBN 978-4-06-314379-9 | 27 dicembre 2007 |
| 1 | Capitoli - Capitolo 1: L'increspatura - 1 - Capitolo 1: L'increspatura - 2 - Capitolo 1: L'increspatura - 3 - Capitolo 1: L'increspatura - 4 - Capitolo 1: L'increspatura - 5 - Capitolo 1: L'increspatura - 6 - Capitolo 2: La rotazione - 1 - Capitolo 2: La rotazione - 2                                                          |                        |                  |
| 2 | 21 aprile 2006 | ISBN 978-4-06-314410-9 | 20 febbraio 2008 |
| 2 | Capitoli - Capitolo 2: La rotazione - 3 - Capitolo 2: La rotazione - 4 - Capitolo 2: La rotazione - 5 - Capitolo 3: La fuga - 1 - Capitolo 3: La fuga - 2 - Capitolo 3: La fuga - 3 - Capitolo 3: La fuga - 4 - Capitolo 3: La fuga - 5 - Capitolo 3: La fuga - 6 - Capitolo 3: La fuga - 7                                           |                        |                  |
| 3 | 22 giugno 2007 | ISBN 978-4-06-314456-7 | 28 aprile 2008   |
| 3 | Capitoli - Capitolo 4: Compagni - 1 - Capitolo 4: Compagni - 2 - Capitolo 4: Compagni - 3 - Capitolo 4: Compagni - 4 - Capitolo 4: Compagni - 5 - Capitolo 4: Compagni - 6 - Capitolo 5: Ritrovarsi - 1 - Capitolo 5: Ritrovarsi - 2 - Capitolo 5: Ritrovarsi - 3 - Capitolo 5: Ritrovarsi - 4 - Capitolo 5: Ritrovarsi - 5           |                        |                  |
| 4 | 23 aprile 2008 | ISBN 978-4-06-314501-4 | 29 gennaio 2009  |
| 4 | Capitoli - Capitolo 6: Ritorno all'unione - 1 - Capitolo 6: Ritorno all'unione - 2 - Capitolo 6: Ritorno all'unione - 3 - Capitolo 6: Ritorno all'unione - 4 - Capitolo 6: Ritorno all'unione - 5 - Capitolo 7: La separazione - 1 - Capitolo 7: La separazione - 2 - Capitolo 7: La separazione - 3 - Capitolo 7: La separazione - 4 |                        |                  |